# Mango (Willie Peyote)
Mango  è un singolo del rapper italiano Willie Peyote, pubblicato il 25 settembre 2019 come secondo estratto dal quinto album in studio Iodegradabile.

## Descrizione
Il brano, di carattere satirico, prende di mira la società italiana, criticando sia i sostenitori del fascismo («se la memoria è corta, è un lungo déjà vu, ma se la storia torna finite a testa in giù») e di Matteo Salvini sia quelli del comunismo («ho visto che certi compagni troppo annoiati nei loro salotti purtroppo non si sono accorti di cosa succede sotto ai loro occhi / serve rischiare e sporcarsi le mani»), ma anche alcuni artisti musicali autori di brani di successo ma dai testi scontati. Il finale del testo è tuttavia riservato al cantautore Mango (da cui il titolo), ricordato da Willie Peyote attraverso la seguente dichiarazione:

## Tracce
1. Mango – 3:41

## Formazione
- Willie Peyote – voce
- All Done – produzione
  - Frank Sativa – strumentazione
  - Kavah – strumentazione
  - Danny Bronzini – chitarra, cori
  - Luca Romeo – basso
  - Dario Panza – batteria
- Marcello Picchioni – sintetizzatore, pianoforte
- Peppe Petrelli – registrazione, missaggio, coproduzione
- Giovanni Versari – mastering